# Odra (loď)
Odra je loď Pražské paroplavební společnosti používaná na linkových plavbách na Slapy a do Troje a při okružních plavbách po Praze.

## Historie
V posledních dobách provozu starých kolesových parolodí zajišťovala paroplavba levnější alternativu hromadné dopravy do Povltaví nad i pod Prahou, jež s sebou rovněž nesla neopakovatelnou atmosféru. Proto se koncem padesátých a začátkem šedesátých let dosahovalo neobyčejně vysokých přepravních výkonů (cesty za rekreací, trampské výpravy, přepravy vodáckých skupin, stavebního materiálu či celých částí chat do Svatojánských proudů nebo cesty do práce či školy). Vzhledem k tomu přikročil tehdejší Dopravní podnik hl. m. Prahy – závod Osobní lodní doprava (OLD), jak se dříve jediný provozovatel osobní lodní dopravy v Praze jmenoval, k modernizaci a rozšíření lodního parku. Staré parníky byly postupně až na pět (Praha – původní František Josef I.; Vyšehrad – původní Dr. Edvard Beneš; Děvín – původní Antonín Švehla a zároveň současný Vyšehrad, Vltava a Labe) vyřazeny. Nahradily je sice menší, ale o to modernější motorové lodě, mezi nimiž byla i Odra. 

### Stavba a přeprava lodi
Loď Odra byla vyrobena v polském Gdaňsku v roce 1968. Jde o dvoupalubovou loď sériové výroby s typovým označením SPJD (Statek Pasaźersky Jeziorowy Duźy – velká osobní jezerní loď). Stejně jako jejích dvanáct sesterských lodí (všechny, kromě naší Visly, provozované v Polsku) ji postavila Gdańska Stocznia Rzeczna „Wisła“. Z celé této série byla loď Odra poslední – třináctá. Zároveň jako jediná se od celé série odlišovala provedením zastřešení horní paluby. Lodě z této série byly konstruovány pro plavbu v přímořských vodách Baltského moře a na Mazurských jezerech. Právě Mazurská jezera jsou propojena plavebními kanály, přes které vede mnoho nízkých mostů. Podplutí těchto nízkých mostů bylo tedy při projektování lodí typu SPJD jedním z hlavních požadavků – loď středních rozměrů (cca 35 x 6,5 metrů) s velkou kapacitou, která může mosty s plavební výškou okolo čtyř metrů podplout. Všechny ostatní lodě typu SPJD včetně Visly proto měly spustitelnou kormidelnu a střechu. V Praze však problém s takto nízkými mosty nebyl. Jediným problémem bylo pár mostů při cestě z Gdaňsku, které však svou výškou ohrožovaly pouze kormidelnu, jejíž střecha je asi o půl metru výše než zastřešení horní paluby. Proto byla ponechána spustitelná pouze kormidelna. To je patrno na první známé fotografii Odry během přepravy, kdy se chystá se spuštěnou kormidelnou podjet nízký most v Anhaltském Lutherstadt – Wittenbergu. Zastřešení horní paluby bylo tedy pevné, navíc o několik metrů delší, přičemž zadní polovina se dala odsunout. Krátce po uvedení do provozu byla však kormidelna zafixována. Odra i Visla byly považovány za nejmodernější špičkové lodě. Jednak to bylo díky již zmíněné kapacitě (288 osob), a dále možnosti ovládání motoru přímo z kormidelny, nádrži na fekální hmoty a balastovým nádržím, které svým napuštěním vyvažují loď v případě nevhodného rozmístění osob na palubě. Navíc kormidelní perutě byly spojeny s kormidelním kolem lanovodem namísto tehdy častějšího hřídelového vedení. 

### Uvedení do provozu
Ke slavnostnímu křtu lodi a uvedení do provozu došlo dne 28. června 1968. Následně také proběhla první slavnostní jízda do Chuchle a zpět. Prvním kapitánem Odry byl v letech 1968–1984 Jaroslav Brynda a po něm kratší dobu Pavel Poustecký. Potom následovalo delší období, kdy loď neměla trvalého kapitána, pouze se na ní střídali kapitáni z ostatních lodí. Až počátkem devadesátých let nastoupil Milan Pohan,Petr Hanták, Martin Rmoutil a nakonec v roce 1997 Jaroslav Trojan, kterému je loď svěřena dodnes. Loď byla používána na okružní plavby po Praze, linkové plavby a pronájmy. Byla všestranně využívána a patřila k nejoblíbenějším a provozně nejvytíženějším lodím OLD. Vzhledem k tomu, že o loď bylo vždy vzorně pečováno, byla také velmi často využívána pro zvláštní plavby s prominentními hosty. 

### Rozsáhlejší opravy a údržba v letech 1968–2003
V zimě 1985/1986 došlo na Odře k několika technickým úpravám. Šlo o výměnu trojdílného čelního skla kormidelny za jednodílné, zrušení střešního okna v kormidelně, výměnu stahovací části střechy, která byla již značně pokroucena tím, že se na ní pohupovali neukáznění hosté diskotékových plaveb, výměnu starého slabého pomocného motoru, sloužícího k výrobě elektrické energie, za nový, který vyrábí napětí 220 V a výměnu starého hlavního motoru za nový, ovšem přesně toho samého typu. Také byl vyměněn starý slušivý záchranný člun za nový plechový, který lépe vyhovoval při projíždění plavebními komorami na Smíchově. V roce 1999 byla Odra pomalována obrázky zvířat, motivujícími cestující k jízdě lodí do trojské zoologické zahrady. 

### Kompletní rekonstrukce v letech 2004-2006
Od konce září 2004 do 19. května 2006 prošla Odra kompletní rekonstrukcí, při níž bylo vyměněno původní mechanické kormidelní zařízení za hydraulické. Dále byl starý motor značky Škoda (stejný je dodnes na lodi Visla) vyměněn za nový značky Caterpillar, který je podstatně menší a lehčí. Provedeny byly rovněž rozsáhlé opravy interiéru, staré překližkové obložení ostění bylo vyměněno za krásné nové dřevěné. Celá loď byla vybavena novým nábytkem vyrobeným na zakázku. Samozřejmostí byl také nový nátěr. První slavnostní plavba po rekonstrukci s cestujícími se konala v sobotu 20. května 2006 v 9:30 z Rašínova nábřeží do Troje. 

### Odra čtyřicetiletá
V sobotu 28. června 2008 proběhla slavnostní plavba u příležitosti společných oslav čtyřiceti let motorové osobní lodi odra a devadesáti let první trampské osady Ztracenka. Loď vyplula v 9:00 na běžnou linkovou plavbu na Slapy. Místo obvyklé dvouhodinové přestávky však následoval přejezd pár kilometrů zpět na Ztracenku. Odtud se konala hodinová okružní plavba ke Štěchovické přehradě a pod Bílou skálu. Poté se vrátila na Slapy a již jako linkový spoj odplula zpět do Prahy. 

### Odra dnes

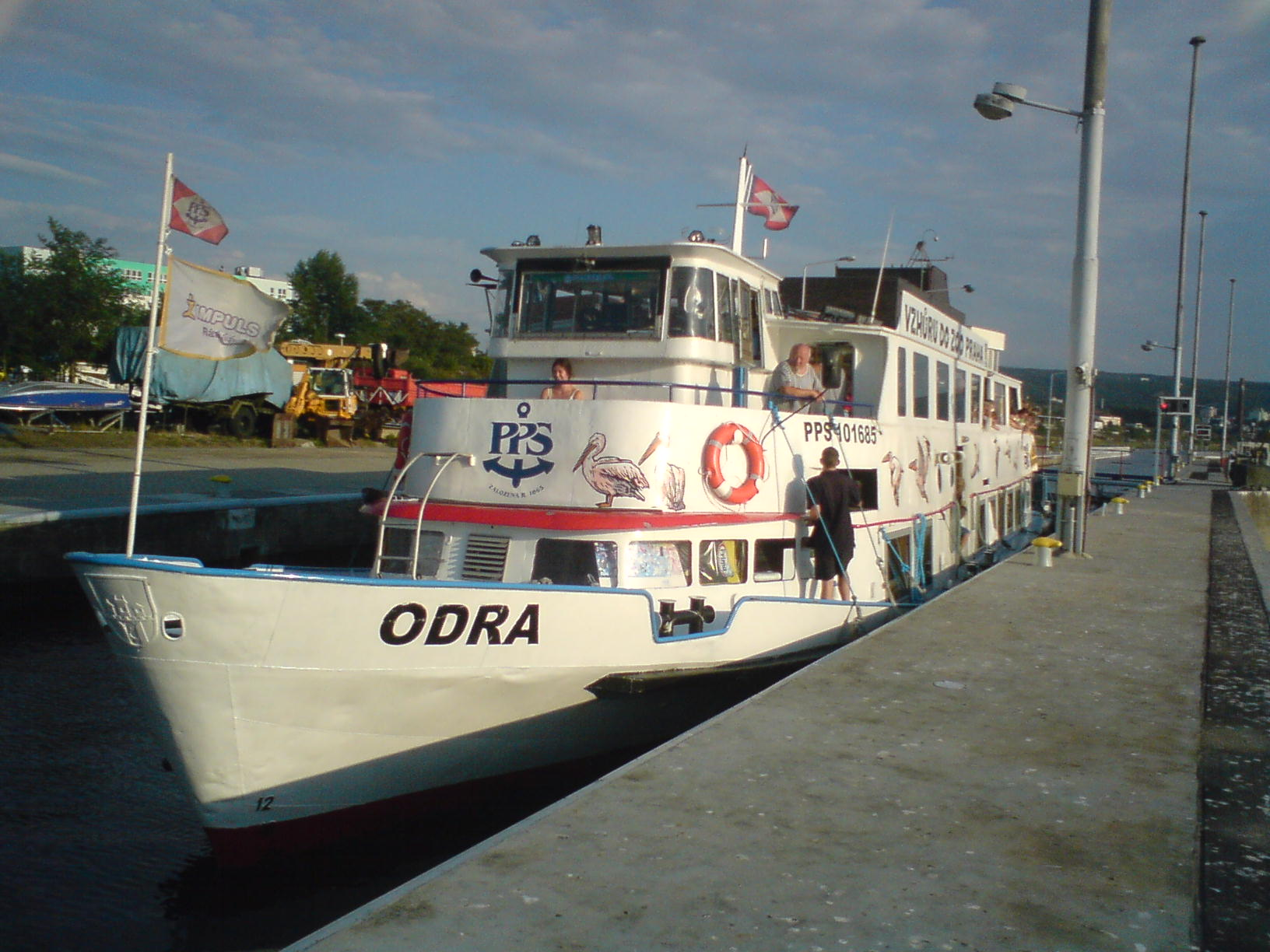
Osobní loď Odra.

V současnosti je loď provozována na linkových plavbách na Slapy a do Troje, okružních plavbách po Praze, a dále jsou na ní přes letní sezónu pořádány pravidelné večerní diskotékové plavby. V roce 2020 výměna hlavního pohonného motoru od firmy John Deere.

## Technické údaje o plavidle
- celková délka: 33,6 m
- celková šířka: 6,4 m
- délka po vodorysce: 32,21 m
- šířka po vodorysce: 6,05 m
- ponor: 0,9 m
- výtlak: 96 t
- počet palub: 2
- max. počet osob: 288

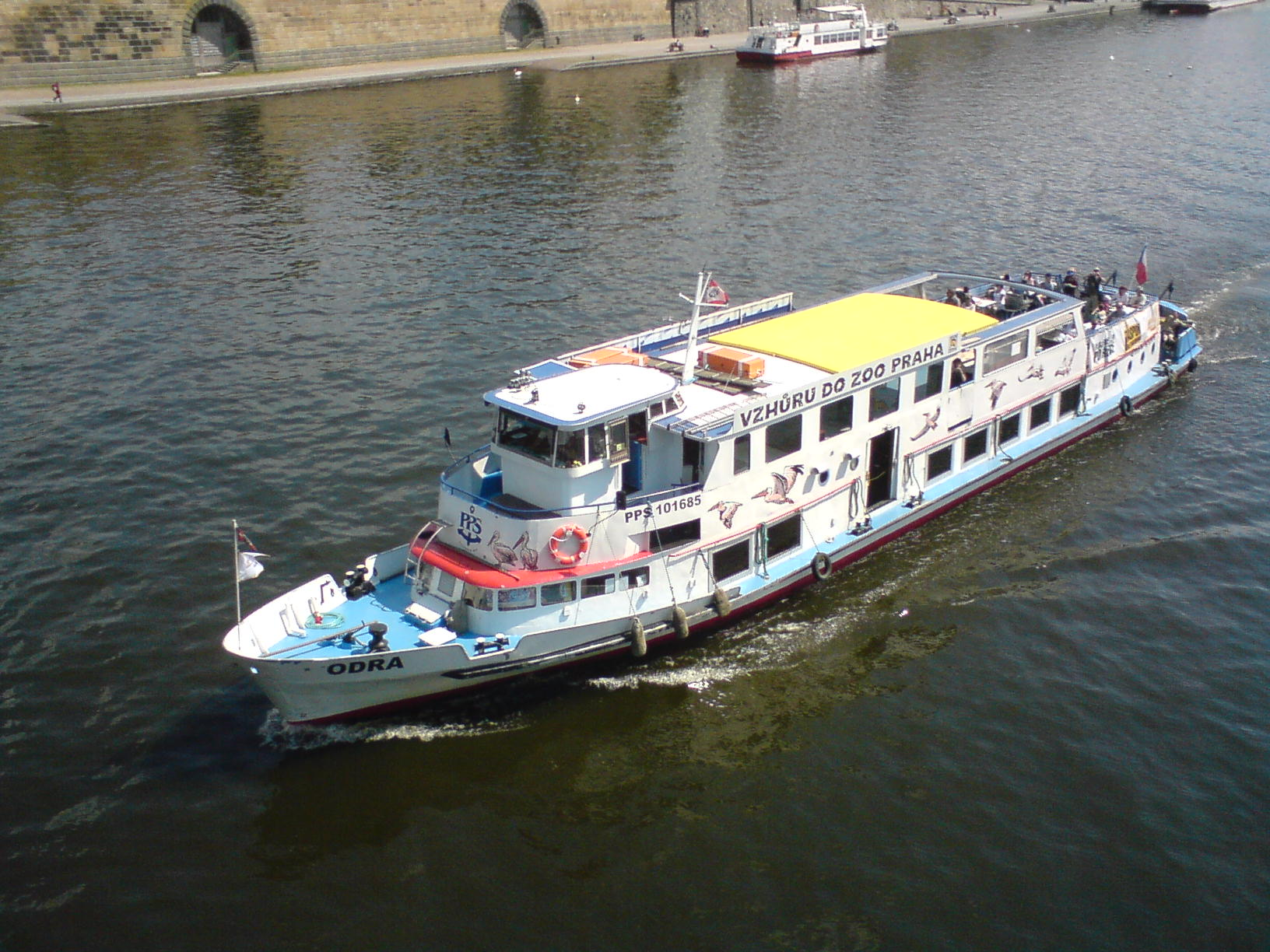
Osobní loď Odra.

- motor: 1x Caterpillar, v roce 2020 nahrazen motorem JOHN DEERE 6068AFM85
  - výkon 185 ks (135 kW), nyní 230 ks (172 kW)

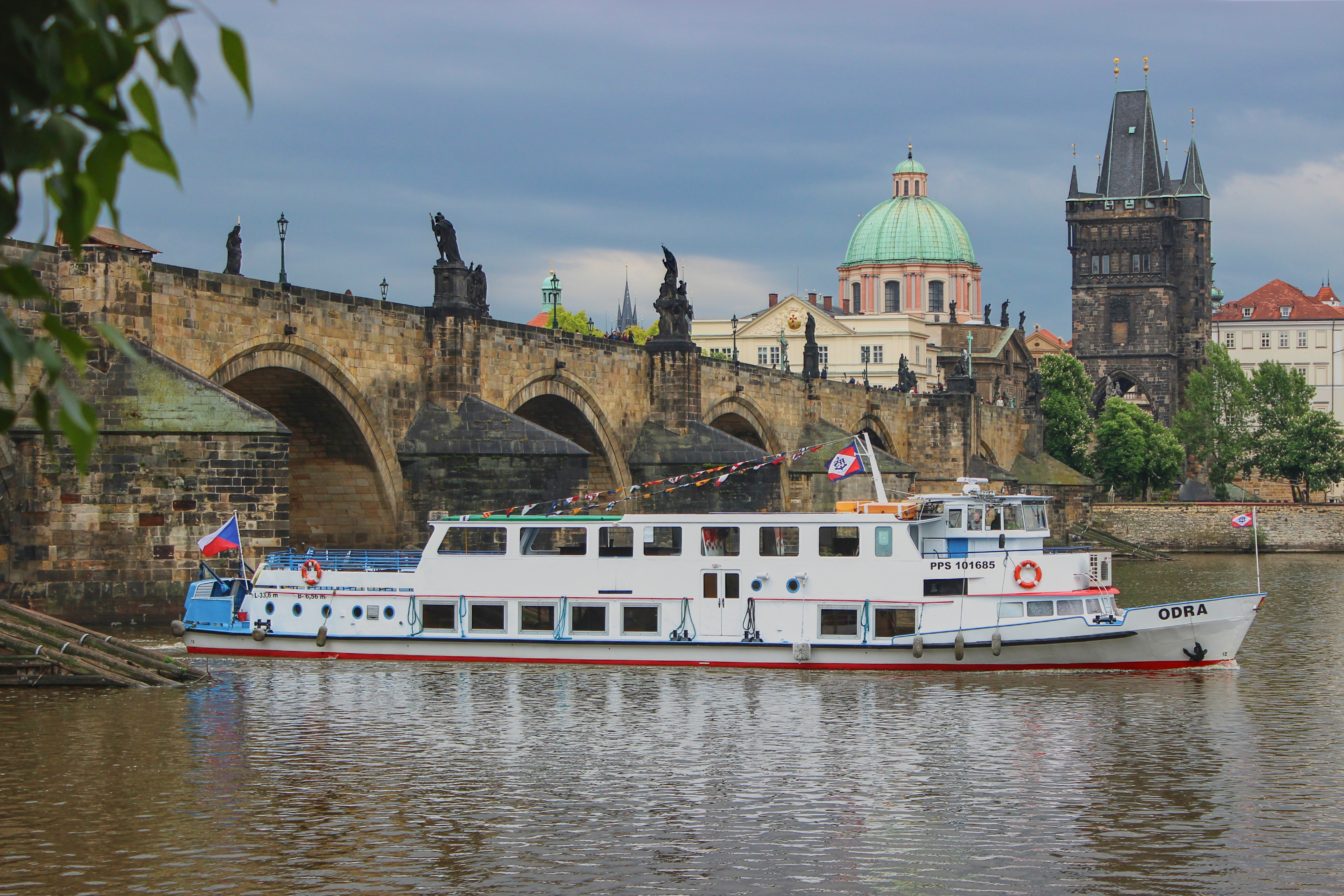

  - levotočivý dieselový s 3600 ot/min, nyní 2300 ot/min
- typ kormidla: dvouploutvové jednoduché
  - celková plocha 1,9 m2
- boční výška trupu: 1,55 m
- součinitel celkové plnosti (cB):[1] 0,6
- kýlovitost: 6,65°
- zaoblení outorů: 300 mm
- boky: šikmé
- materiál: ocel
- vzdálenost žeber: 550 mm
- tloušťka dna: 6 (kýl 7) mm
- tloušťka outorů: 7 mm
- tloušťka boků: 6 mm
- tloušťka paluby: 5-6mm
- žebra na dně: (400+60)×6
- žebra na bocích: L (profil)60×40×6 460×4,5
- kýl: 5+80×6
- záchranné čluny: 1 pro 4 osoby
- posádka: 3 muži